# José Pedrero
José Pedrero Serrano es un exciclista profesional español. Nació en Tarrasa (provincia de Barcelona) el 6 de septiembre de 1965. Fue profesional entre 1988 y 1992 ininterrumpidamente.

## Palmarés
1988
- Criterium de Terrassa

## Equipos
- Caja Rural-Orbea (1988)
- Caja Rural-Paternina (1989)
- Teka (1990)
- Puertas Mavisa (1991-1992)